# هنريك سفينسمارك
هنريك سفينسمارك (مواليد 1958) عالم فيزياء وبروفيسور في قسم فيزياء النظام الشمسي في المعهد الوطني الدنماركي للفضاء (دي تي يو سبايس) في كوبنهاغن. وهو معروف بنظريته حول تأثيرات الأشعة الكونية على تكّون السحب كسبب غير مباشر للاحتباس الحراري.

## بداية حياته وتعليمه
حصل هنريك سفينسمارك على درجة ماجستير علوم في الهندسة (كاند. بوليت) في عام 1985 وعلى درجة الدكتوراه في عام 1987 من مختبر الفيزياء الأول في الجامعة التقنية في الدنمارك.

## المهنة
هنريك سفينسمارك مدير مركز أبحاث الشمس والمناخ في المعهد الدنماركي لأبحاث الفضاء (دي إس آر آي)، الذي يُعد جزءًا من مركز الفضاء الوطني الدنماركي. سبق له أن ترأس مجموعة الشمس والمناخ في (دي إس آر آي). شغل مناصب بعد حصوله على الدكتوراه في الفيزياء في ثلاث منظمات أخرى: جامعة كاليفورنيا، بيركلي، معهد نورديك للفيزياء النظرية ومعهد نيلز بور. في عام 1997، أعلن سفينسمارك وإيجل فريس كريستنسن عن نظرية تربط بين الأشعة الكونية المجرية وتغير المناخ العالمي الذي توسطه بشكل رئيسي التغيرات في شدة الرياح الشمسية، وأطلقوا عليها اسم علم المناخ الكوني. أعيد النظر في هذه النظرية من قبل ديكنسون. درست إحدى العمليات الصغيرة النطاق المتعلق بهذا الموضوع في تجربة مختبرية أجريت في مركز الفضاء الوطني الدنماركي (ورقة نشرت في محضر الجمعية الملكية، 8 فبراير 2007). تقلل استنتاجات سفينسمارك في بحثه من أهمية تأثيرات الزيادة التي يصنعها الإنسان من ثاني أكسيد الكربون في الغلاف الجوي على الاحتباس الحراري العالمي الحديث والتاريخي، إذ جادل بأنه في حين أن دور غازات الاحتباس الحراري لتغيير المناخ كبير، فإن التغيرات الشمسية تلعب دورًا أكبر.
فصّل سفينسمارك نظريته في علم المناخ الكوني في ورقة بحثية نشرت في عام 2007. يتحرى مركز أبحاث الشمس والمناخ في المعهد الوطني الدنماركي للفضاء «العلاقة بين النشاط الشمسي والتغيرات المناخية على الأرض». تسرد صفحتها الرئيسية العديد من المنشورات السابقة المتعلقة بعلم المناخ الكوني. نشر سفينسمارك ونايجل كالدر كتاب النجوم الباردة: نظرية جديدة للتّغير المناخي (2007) واصفاً فيه علم المناخ الكوني حيث يكون للأشعة الكونية «تأثير أكبر على المناخ من ثاني أكسيد الكربون الذي يصنعه الإنسان»: خلال المئة عام الماضية، أصبحت الأشعة الكونية أكثر ندرةً لأن الحركة القوية غير المعتادة للشمس أبعدت الكثير منها. تعني قلة الأشعة الكونية سحبًا أقل وعالمًا أكثر دفئًا.
أنتج فيلم وثائقي عن نظرية سفينسمارك، لغز السحابة بواسطة لارس أوكسفيلدت مورتنسن، وعرض لأول مرة في يناير 2008 على التلفزيون الدنماركي الثاني. في أبريل 2012، نشر سفينسمارك توسعه لنظريته في التنبيهات الشهرية للجمعية الملكية الفلكية. في عمله الجديد، ادعى أن تنوع الحياة على الأرض على مدى الـ 500 مليون سنة الماضية يمكن تفسيره من خلال التكتونيات التي تؤثر على مستوى سطح البحر جنبًا إلى جنب مع التغيرات في نسبة نجم المستعر الأعظم المحلي، ولا شيء آخر تقريبًا. يشير هذا إلى أن عملية التطور تتأثر بتغير المناخ اعتمادًا على تدفق الأشعة الكونية في المجرة. علق مدير (دي تي يو سبايس)، البروفيسور إيجيل فريس كريستنسن: «عندما بدأ التحقيق في تأثيرات الأشعة الكونية من بقايا المستعر الأعظم قبل 16 عامًا، لم نتخيل أبدًا أنه سيقودنا إلى أن نتعمق كثيراً في الزمن، أو إلى جوانب عديدة من تاريخ الأرض. الربط بالتطور تتويج لهذا العمل».

## تحقق تجريبي
أجري تحقق تجريبي أولي لتجربة سكاي في المركز الدنماركي الوطني لعلوم الفضاء. تستعد سيرن، المنظمة الأوروبية للأبحاث النووية في جنيف، للتحقيق الشامل في مشروع كلاود.

### تجربة سكاي
أعطى سفينسمارك تفسيراً عن مضمون تجربة سكاي في معهد الفضاء الوطني الدنماركي. لاستكشاف دور الأشعة الكونية في تكوين السحب المنخفضة في الغلاف الجوي للأرض، استخدمت تجربة سكاي الميونات الطبيعية (الإلكترونات الثقيلة) التي يمكنها حتى اختراق قبو معهد الفضاء الوطني في كوبنهاغن. الفرضية، التي جرى التحقق منها من خلال التجربة، هي أن الإلكترونات المحررة في الهواء من طريق الميونات العابرة تعزز تكوين مجموعات جزيئية تشكل الوحدات الأساسية لنواة تكثيف السحب. ادعى منتقدو الفرضية أن مجموعات الجسيمات التي أنتجت جرى قياسها فكان قطرها بضع نانومترات فقط، في حين أن الغبار الجوي يحتاج عادة إلى أن يكون قطره 50 نانومترًا على الأقل من أجل أن يكون بمثابة ما يسمى نوى تكثيف السحب. نشرت تجارب أخرى من قبل سفينسمارك والمتعاونين في عام 2013 والتي أظهرت أن الأيروسولات (الغبار الجوي) التي يزيد قطرها عن 50 نانومترًا تنتج بواسطة الأشعة فوق البنفسجية (من كميات ضئيلة من الأوزون وثاني أكسيد الكبريت وبخار الماء)، وهي كبيرة بما يكفي لتكون بمثابة نوى تكثيف السحب.

### تجربة مشروع كلاود
يستعد العلماء لإجراء تجارب مفصلة في فيزياء الغلاف الجوي لاختبار أطروحة سفينسمارك، بناءً على النتائج الدنماركية. بدأت سيرن مشروعًا متعدد المراحل في عام 2006، بما في ذلك إعادة العمل بالتجربة الدنماركية. تخطط المنظمة الأوروبية للأبحاث النووية (سيرن) لاستخدام مسرّع بدلاً من الاعتماد على الأشعة الكونية الطبيعية. سيعطي مشروع سيرن متعدد الجنسيات للعلماء منشأة دائمة حيث يمكنهم دراسة تأثيرات كلا الأشعة الكونية والجسيمات المشحونة في الغلاف الجوي للأرض.
سمي مشروع سيرن باسم كلاود (القطرات الكونية التي تترك في الهواء). نشرت سيرن تقريرًا أحدث في عام 2009 حول مشروع كلاود. في 25 آب 2011، نشرت النتيجة الأولى للتجربة. وقد أظهرت أن بقايا البخار، التي افترضت حتى الآن إمكانيتها لتفسير تكّون الغبار الجوي في الغلاف الجوي السفلي، يمكنها أن تفسر جزءًا صغيرًا فقط من إنتاج الغبار الجوي. تظهر النتائج أيضًا أن التأين من الأشعة الكونية يعزز بشكل كبير تكوين الغبار الجوي. نشرت المزيد من النتائج المختبرية الإيجابية في عام 2013، على الرغم من أن تطبيق هذه النتائج على الغلاف الجوي الفعلي ظل مثيرًا للجدل. عرض دون والبقية عام (2016) النتائج الرئيسية لعشر سنوات من الأبحاث في مشروع كلاود الذي أٌجري بواسطة سيرن. لقد درسوا بالتفصيل الآليات الفيزيائية والكيميائية وحركية تكّوين الغبار الجوي. لا تتضمن عملية تنوية قطرات الماء/ بلورات الجليد الدقيقة من بخار الماء المعاد إنتاجه في تجربة كلاود والتي لوحظت مباشرةً أيضًا في الغلاف الجوي للأرض تكوين الأيونات بسبب الأشعة الكونية فحسب بل وأيضًا مجموعة من التفاعلات الكيميائية المعقدة مع حامض الكبريتيك والأمونيا والمركبات العضوية المنبعثة في الهواء من الأنشطة البشرية والكائنات الحية التي تعيش على الأرض أو في المحيطات (العوالق). مع أنهم لاحظوا أن جزءًا من نواة السحابة ينتج بشكل فعال من طريق التأين بسبب تفاعل الأشعة الكونية مع مكونات الغلاف الجوي للأرض، لكن هذه العملية غير كافية لتساهم بالتعديلات المناخية الحالية المؤدية إلى تقلبات شدة الأشعة الكونية المتأثرة بالتغيرات في النشاط الشمسي والغلاف المغناطيسي للأرض.

## الجدل والنقاش

### الأشعة الكونية المجرية مقابل درجة الحرارة العالمية
أعاد نقد مبكر (2003) للفيزيائي بيتر لاوت لنظرية سفينسمارك تحليل بيانات نظريته واقترح أنها لا تدعم العلاقة بين الأشعة الكونية والتغيرات في درجات الحرارة العالمية. كما أنه جادل في بعض الأسس النظرية للفرضية. رد سفينسمارك على الورقة، قائلاً: «... لم يستطّع بيتر لاوت... في أي مكان في ورقته أن يشرح أين جرى التعامل مع البيانات المادية بشكل غير صحيح، وكيف أن حروف أوراقي مضللة، أو لماذا لا ترقى إلى المعايير العلمية».
نشر مايك لوكوود من مختبر رذرفورد أبليتون في المملكة المتحدة وكلاوس فروليش من مركز الإشعاع العالمي في سويسرا ورقة في عام 2007 خلصت إلى أن الزيادة في متوسط درجة الحرارة العالمية التي لوحظت منذ عام 1985 ترتبط بشكل ضعيف بتقلبات الطاقة الشمسية بحيث لا يمكن أن ينسب إليها أي نوع من الآليات السببية، مع أنهم قبلوا بوجود «دليل معقول» للتأثير الشمسي على مناخ الأرض قبل العصر الصناعي وإلى حد ما أيضًا التغيرات المناخية في النصف الأول من القرن العشرين. رد المؤلف المشارك لسفينسمارك كالدر على الدراسة في مقابلة مع موقع كتب لندن، إذ طرح ادعاءً مضادًا مفاده أن درجة الحرارة العالمية لم ترتفع منذ عام 1999. لاحقًا في عام 2007، قدم سفينسمارك وفريس كريستنسن ردًا على لوكوود وفروليش يخلص إلى أن سجلات درجة حرارة الهواء السطحي التي يستخدمها لوكوود وفروليش على ما يبدو دليل ضعيف للعمليات الفيزيائية التي تتحكم بها الشمس، لكن سجلات درجة حرارة الهواء في طبقة التروبوسفير تظهر تأثيرًا مثيرًا للإعجاب للارتباط السلبي بين تدفق الأشعة الكونية ودرجات حرارة الهواء حتى عام 2006 إذا أزيل مجرى الحرارة والتذبذبات المحيطية والبراكين من بيانات درجة الحرارة. كما أشاروا إلى أن لوكوود وفروليش يقدمان بياناتهما باستخدام وسائل تشغيل تبلغ نحو 10 سنوات، ما يخلق وهماً بارتفاع مستمر في درجة الحرارة، في حين تشير جميع البيانات غير المصقولة إلى انخفاض درجة الحرارة، بالتزامن مع الحد الأعلى للنشاط المغناطيسي العالي الحالي للشمس، والزيادة السريعة المستمرة في تراكيز ثاني أكسيد الكربون غير القابلة للإيقاف. 